# Lixini
Lixíni — триба жуків родини Довгоносики (Curculionidae).

## Зовнішній вигляд
Жуки від дрібних (3.4 мм) до великих (20 мм у довжину) розмірів. Головні ознаки.
- вусикові борозенки звичайно не доходять до вершини головотрубки ;
- головотрубка звичайно тонка, не облямована кілями. Якщо ж вона товста, то тіло коротке, широке, овальної форми;
- передньоспинка з однаковими або різними (великими і малими) крапками;
- 2-й членик задніх лапок за довжиною дорівнює 2-му, або коротший від нього.

Форма тіла може бути вузька й довгаста, вузько овальна і широкоовальна.
Забарвлення верхньої частини тіла — білих, сірих, червоних, жовтуватих та коричневих тонів, суцільне, часто-густо із смужками; утворене лусочками, волосками і пилковидним наліо.

## Спосіб життя
Усі Lixini рослинноїдні. Місця їх мешкання пов’язані з трав’янистими, рідше – дерев’янистими рослинами, листям, стеблами, квітами та незрілими плодами яких вони харчуються.  Здебільшого це рослини з родин амарантових (Amaranthaceae), айстрових ( Asteraceae), капустяних (Brassicaceae),  селерових (Apiaceae).  За харчовою спеціалізацією більшість Lixini є широкими  олігофагами. 
За місцем розвитку преімагінальних стадій (яйце, личинка, лялечка)  всі Lixini поділяються на дві групи:
- каулофаги – преімагінальні стадії проходять розвиток в стеблах;
- антофаги – преімагінальні стадії розвиваються у суцвіттях

Самка для відкладання яйця вигризає заглиблення у рослинній поверхні, а відклавши яйце, звичайно замуровує його.  Личинки деяких видів, розвиваючись у стеблі, утворюють аномальне розростання рослинних тканин – гал .  
Усі Lixini української фауни дають одне покоління на рік. Зимують звичайно імаго, причому поза межами кормової рослини – у верхньому шарі ґрунту, підстилці, попід камінням .  
Основні природні регулятори чисельності Lixini - низка видів паразитичних комах та гриби .

## Географічне поширення
Описано понад  750 рецентних видів Lixini. Більша їх частина мешкає у Палеарктиці  (~330  видів), помітно менше їх у Афротропіці (~185),   Неарктиці (~85), Неотропіці  (~90), Індо-Малайській області (~35),  Австралійської  области (~20) .  
В Україні мешкає понад 50 видів Lixini, кількість видів в локальних фаунах України, як і в Палеарктиці в цілому, зменшується у напрямку «південь→північ» .  
На поширення й чисельність Lixini впливає діяльність людини .  Через її негативний вплив один вид цієї триби – ліксус катрановий занесений до Червоної книги України .

## Значення у природі та житті людини
В екосистемах  Lixini є суттєвою ланкою кругообігу речовин та енергії, в першу чергу як фітофаги – споживачі рослинної органіки, конкуренти інших рослиноїдних тварин.  Вони важливі також  як  їжа для паразитів.  
Окремі види цієї триби завдають економічно відчутної шкоди сільському господарству (буряковий довгоносик-стеблоїд) та піскозакріплювальним насадженням  .  Проте більшість видів у цьому  відношенні нейтральні либонь можуть становити хіба що потенційну загрозу для культивованих рослин.  Деякі Lixini  використовувались або випробовувались як гербіфаги – винищувачі бур’янів.

## Класифікація
Триба Lixini включає такі роди  
| - Afrolarinus - Allolarinus - Bangasternus | - Eugeniodecus - Eustenopus - Gasteroclisus | - Heterocleonus - Hololixus - Hypolixus | - Ileomus - Klassius - Lachnaeus | - Larinodontes - Larinus - Lixus | - Microlarinus - Microlixus - Mycotrichus | - Nefis - Rhinocyllus - Sublarinus |